# Promozione Lazio 1970-1971
Nella stagione 1970-1971 la Promozione era il quinto livello del calcio italiano (il massimo livello regionale). Qui vi sono le statistiche relative al campionato in Lazio.
Il campionato è strutturato in vari gironi all'italiana su base regionale, gestiti dai Comitati Regionali di competenza. Promozioni alla categoria superiore e retrocessioni in quella inferiore non erano sempre omogenee; erano quantificate all'inizio del campionato dal Comitato Regionale secondo le direttive stabilite dalla Lega Nazionale Dilettanti, ma flessibili, in relazione al numero delle società retrocesse dal Campionato Interregionale e perciò, a seconda delle varie situazioni regionali, la fine del campionato poteva avere degli spareggi sia di promozione che di retrocessione.

## Girone A

### Classifica finale
|  | Pos. | Squadra                           | Pt  | G   | V   | N   | P   | GF  | GS  | DR  |
|  | ---- | --------------------------------- | --- | --- | --- | --- | --- | --- | --- | --- |
|  | 1.   | OMI Roma                          | 40  | 30  | 16  | 8   | 6   | 31  | 9   | +22 |
|  | 2.   | STEFER Roma                       | 40  | 30  | 17  | 6   | 7   | 38  | 16  | +22 |
|  | 3.   | S.S. Fregene, Fregene             | 40  | 30  | 15  | 10  | 5   | 36  | 21  | +15 |
|  | 4.   | Astrea                            | 39  | 30  | 15  | 9   | 6   | 48  | 26  | +22 |
|  | 5.   | U.S. Maia Cat, Mentana            | 36  | 30  | 14  | 8   | 8   | 31  | 19  | +12 |
|  | 6.   | Ladispoli                         | 33  | 30  | 13  | 7   | 10  | 38  | 30  | +8  |
|  | 7.   | CRAL Az. Agr. Maccarese           | 30  | 30  | 9   | 12  | 9   | 19  | 20  | -1  |
|  | 8.   | U.S. Palombara, Palombara         | 30  | 30  | 12  | 6   | 12  | 31  | 33  | -2  |
|  | 9.   | Bolsena                           | 29  | 30  | 7   | 15  | 8   | 28  | 28  | 0   |
|  | 10.  | Rieti                             | 28  | 30  | 10  | 8   | 12  | 27  | 27  | 0   |
|  | 11.  | Standa, Roma                      | 28  | 30  | 10  | 8   | 12  | 34  | 35  | -1  |
|  | 12.  | A.S. Montefiascone, Montefiascone | 26  | 30  | 11  | 4   | 15  | 34  | 40  | -6  |
|  | 13.  | U.S. Allumiere, Allumiere         | 26  | 30  | 8   | 10  | 12  | 20  | 38  | -18 |
|  | 14.  | La Gioia Sud, Fiumicino           | 23  | 30  | 9   | 5   | 16  | 29  | 40  | -11 |
|  | 15.  | Tor di Quinto                     | 17  | 30  | 4   | 9   | 17  | 23  | 44  | -21 |
|  | 16.  | ATAC                              | 15  | 30  | 3   | 9   | 18  | 20  | 61  | -41 |
|  |      |                                   | 480 | 480 | 173 | 134 | 173 | 487 | 487 | 0   |

- Il Tor di Quinto è ripescato.

## Girone B

### Classifica finale
|  | Pos. | Squadra                         | Pt  | G   | V   | N   | P   | GF  | GS  | DR  |
|  | ---- | ------------------------------- | --- | --- | --- | --- | --- | --- | --- | --- |
|  | 1.   | Cynthia                         | 41  | 30  | 15  | 11  | 4   | 44  | 24  | +20 |
|  | 2.   | Cassino                         | 39  | 30  | 15  | 9   | 6   | 40  | 21  | +19 |
|  | 3.   | Gaeta                           | 38  | 30  | 15  | 8   | 7   | 40  | 21  | +19 |
|  | 4.   | A.S. Valmontone, Valmontone     | 35  | 30  | 14  | 7   | 9   | 30  | 20  | +10 |
|  | 5.   | Vivace Grottaferrata            | 34  | 30  | 11  | 12  | 7   | 32  | 24  | +8  |
|  | 6.   | Fiuggi                          | 32  | 30  | 9   | 14  | 7   | 40  | 34  | +6  |
|  | 7.   | Colleferro                      | 31  | 30  | 11  | 9   | 10  | 41  | 31  | +10 |
|  | 8.   | Sezze                           | 31  | 30  | 10  | 11  | 9   | 29  | 27  | +2  |
|  | 9.   | U.S. Scauri, Scauri di Minturno | 30  | 30  | 10  | 10  | 10  | 41  | 37  | +4  |
|  | 10.  | A.S. Priverno, Priverno         | 30  | 30  | 10  | 10  | 10  | 23  | 33  | -10 |
|  | 11.  | Pro Cisterna                    | 29  | 30  | 9   | 11  | 10  | 29  | 28  | +1  |
|  | 12.  | Frascati                        | 28  | 30  | 9   | 10  | 11  | 27  | 26  | +1  |
|  | 13.  | U.S. Virtus Pomezia, Pomezia    | 27  | 30  | 8   | 11  | 11  | 27  | 25  | +2  |
|  | 14.  | Nettuno                         | 25  | 30  | 6   | 13  | 11  | 25  | 33  | -8  |
|  | 15.  | Lara 4 Stelle, Aprilia          | 20  | 30  | 4   | 12  | 14  | 22  | 43  | -21 |
|  | 16.  | Fondi                           | 10  | 30  | 2   | 6   | 22  | 22  | 85  | -63 |
|  |      |                                 | 480 | 480 | 158 | 164 | 158 | 512 | 512 | 0   |